# Ла Хабра Хайтс (град, Калифорния)
Ла Хабра Хайтс (на английски: La Habra Heights) е град в окръг Лос Анджелис, щата Калифорния, САЩ. Ла Хабра Хайтс е с население от 5712 жители (2000) и обща площ от 16,05 km². Намира се на 225 m надморска височина. ЗИП кодовете му са 90631, а телефонният му код е 562.